# David Bernier
David Enrique Bernier Rivera (Patillas, Puerto Rico; 21 de enero de 1977) es un dentista puertorriqueño, pasado secretario del Departamento de Estado de su país y pasado candidato a la Gobernación en el 2016. Bernier ya se había desempeñado como secretario de Recreación y Deportes durante los gobiernos de Aníbal Acevedo Vilá, presidente del Comité Olímpico de Puerto Rico durante el gobierno de Luis Fortuño, así como director ejecutivo de la Oficina de Asuntos para la Juventud.
Bernier también se destaca por haber sido atleta y miembro de la Federación de Esgrima de Puerto Rico.

## Primeros años y educación
Bernier nació en Patillas. Su padre, Luis Bernier, fue profesor de la Universidad de Puerto Rico en el recinto de Universidad de Puerto Rico - Recinto Universitario de Ponce. David, junto a su hermano Víctor, asistió a la Escuela María Dávila Simedey, en Patillas, donde recibió su primer título en educación primaria.
Después de esto se inscribió en la Escuela de Deportes del Albergue Olímpico en Salinas. Se convirtió en miembro de la Liga de Esgrima de Puerto Rico en sus años escolares y representó a Puerto Rico en eventos de esgrima alrededor del mundo.
Más tarde estudió en la Universidad de Puerto Rico donde completó un Bachillerato en Ciencias Naturales y se graduó como estudiante Magna Cum laude. Luego completó un doctorado en odontología en el Recinto de Ciencias Médicas de la Universidad de Puerto Rico.
En esta época fue Presidente del Consejo de Estudiantes y Presidente de la Asociación de Atletas de Alto Rendimiento. 

## Vida deportiva
Como miembro de la Selección de Esgrima, David Bernier fue campeón panamericano juvenil en varias ocasiones. También ganó medalla de bronce en los XVIII Juegos Centroamericanos y del Caribe de 1998 que se llevaron a cabo en Maracaibo, Venezuela.
Bernier y su hermano se trasladaron a Carolina, donde se entrenó con Gilberto Peña. En los Juegos Panamericanos de 2003 celebrados en la República Dominicana, su hermano Víctor ganó la medalla de bronce en individual Épée de Esgrima y David Bernier ganó una medalla de bronce en la categoría de esgrima Equipo Épée. Víctor se convirtió en el primer puertorriqueño en ganar una medalla en esgrima para su país y el equipo que confomaban, fue el primer equipo en ganar una medalla para la isla al vencer al equipo de Estados Unidos 45-40.

## Carrera administrativa
En 2003, la gobernadora Sila Calderón nombró a Bernier como Director Ejecutivo de la Oficina de Asuntos de la Juventud. El 26 de septiembre de 2003, el Senado de Puerto Rico confirmó Bernier en el puesto.
El 4 de enero de 2005 renunció a su puesto en la Oficina de Asuntos de la Juventud después de ser nombrado Secretario del Departamento de Deportes y Recreación de Puerto Rico por el gobernador Aníbal Acevedo Vilá. Fue confirmado unánimemente por el Senado de Puerto Rico, entonces presidido por Kenneth McClintock. En 2006, después de que el Senado no logró confirmar dos candidatos para reemplazarlo en la Oficina de Asuntos de la Juventud, el gobernador lo designó nuevamente en ese trabajo, que él llevó a cabo simultáneamente con el cargo de Secretario de Recreación y Deportes, una vez que fue ratificado por el Senado.
El 31 de enero de 2008, Bernier fue nombrado presidente de la comisión que estaba organizando los XXI Juegos Centroamericanos y del Caribe que se llevarían a cabo en 2010 en Puerto Rico. 
El 15 de noviembre de 2012, el gobernador electo Alejandro García Padilla lo nombró como candidato para suceder a Kenneth McClintock en el cargo de Secretario del Departamento de Estado durante su gobierno, lo que implica también el papel de gobernador interino durante ausencia o incapacidad del gobernador. En ese momento, Bernier se estaba preparando para reelección como Presidente del Comité Olímpico. Fue juramentado como Secretario de Estado el 2 de enero de 2013 por el presidente del Tribunal Supremo de Puerto Rico, Hon. Federico Hernández Denton. En anticipación de que el Gobernador García Padilla decidiera no aspirar a un segundo término como Primer Ejecutivo, el 26 de octubre de 2015, Bernier dio a conocer su renuncia efectiva el 30 de octubre del mismo año, para considerar correr para un puesto electivo en las próximas Elecciones Generales 2016.
El 16 de diciembre de 2015 anuncia su candidatura para el puesto de gobernador para las elecciones del 2016, pero fue derrotado por Ricardo Rosselló en las Elecciones generales en 8 de noviembre de 2016, dándole triunfo a Ricardo Rosselló.

## Vida personal
Está casado con la actriz y presentadora Alexandra Fuentes en 2007 con quien tiene dos hijos: Adrián y Miranda